# Barthélémy Maglioli
Barthélémy Maglioli, né le 15 décembre 1856 et mort le 29 septembre 1909 à Ajaccio, est un architecte.

## Biographie
Il est le fils de Jérôme Maglioli (1812-1885), architecte de la ville d'Ajaccio. Il succéde à son père à ce poste qu'il occupe de 1884 à sa mort. Il y conçoit de prestigieux monuments.

## Œuvres

### À Ajaccio
En 1885, il soumit son plan pour l'Église Saint-Roch cours Napoléon, projet grandiose qu'il devra simplifier et dont il ne verra pas l'achèvement.
Il a été l'architecte du Grand Hôtel Continental, 22 cours Grandval. Bâti entre 1894 et 1896, il est, aujourd'hui, Hôtel de Région et siège de l'Assemblée de Corse.
La Villa Costa en 1897, et, en 1903, la Villa Dagregorio, sise boulevard Fred Scamaroni.

### En Corse-du-Sud
À Bastelica, il conçut le monument commémoratif de Sampiero Corso (1890), sculpté par Vital-Dubray,.
À Frasseto, il édifia l'église paroissiale de la Sainte-Trinité (1895).
À Santa-Maria-Siché, il réalisa le Château Vico d'Ornano, dont la construction fut achevée en 1913, quatre ans après sa mort.

## Galerie

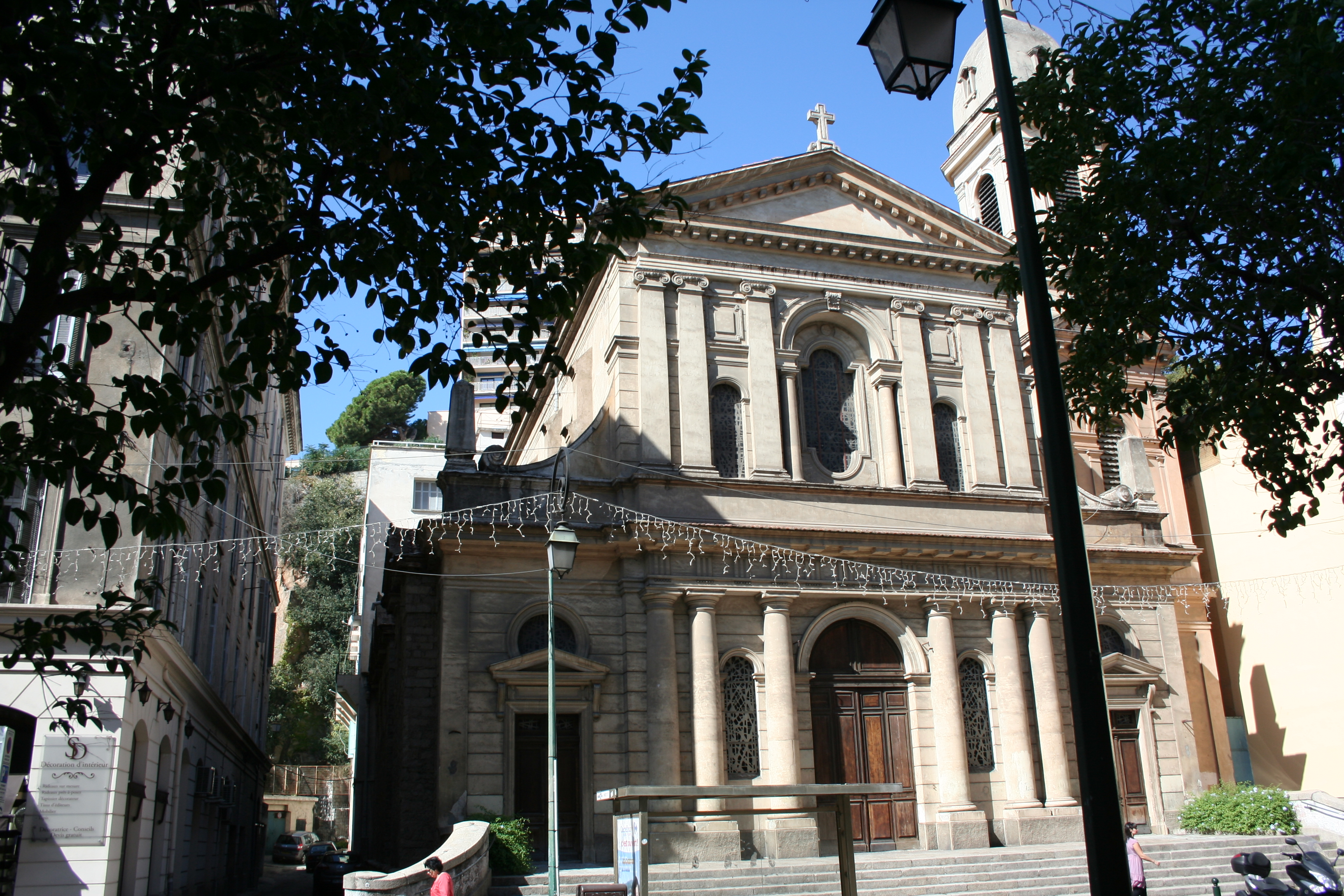
Église Saint-Roch d'Ajaccio, Architecture néo-classique.
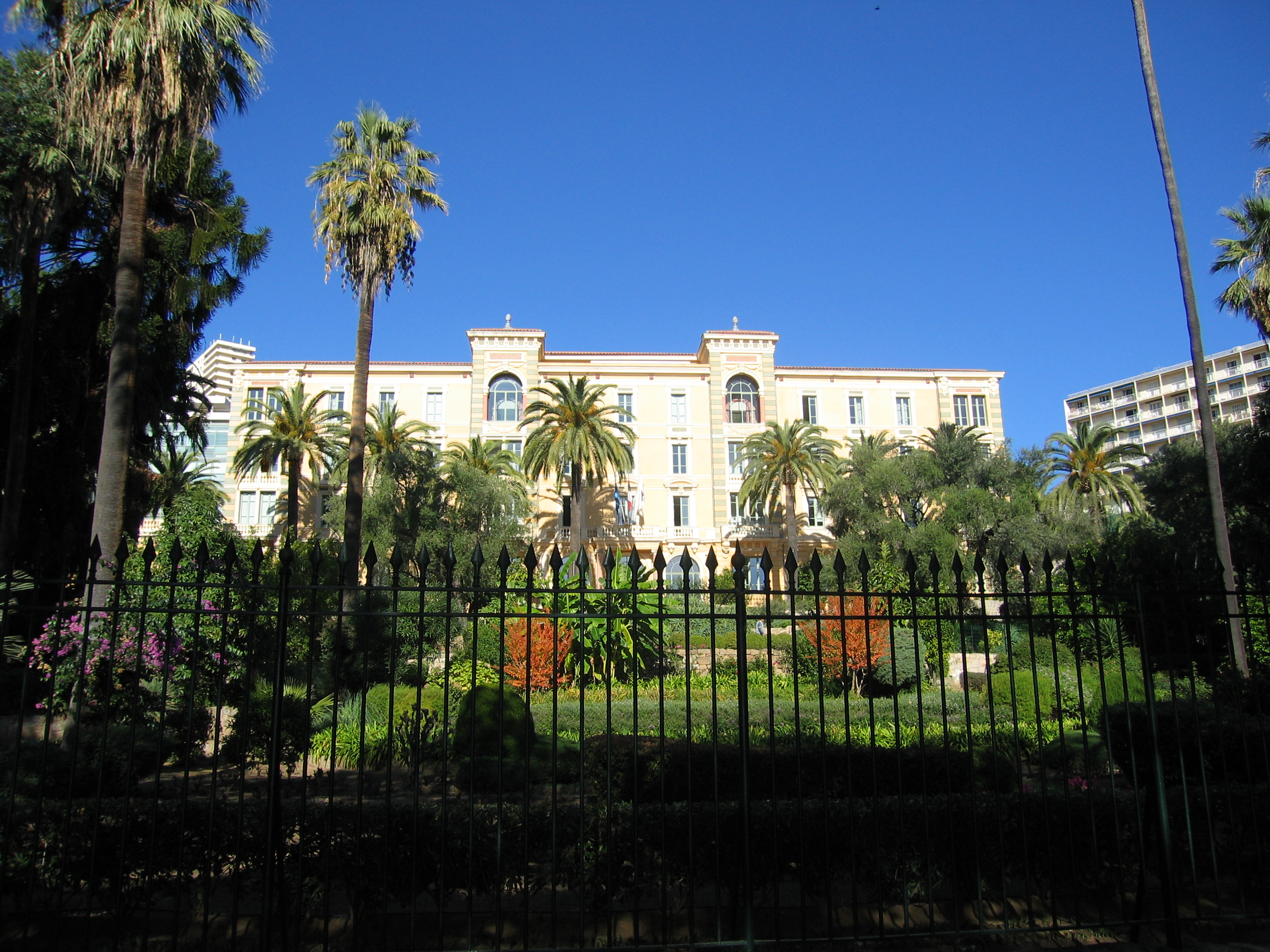
L'ex-Grand Hôtel Continental à Ajaccio, siège actuel de la Collectivité territoriale de Corse, où siège l'Assemblée de Corse.
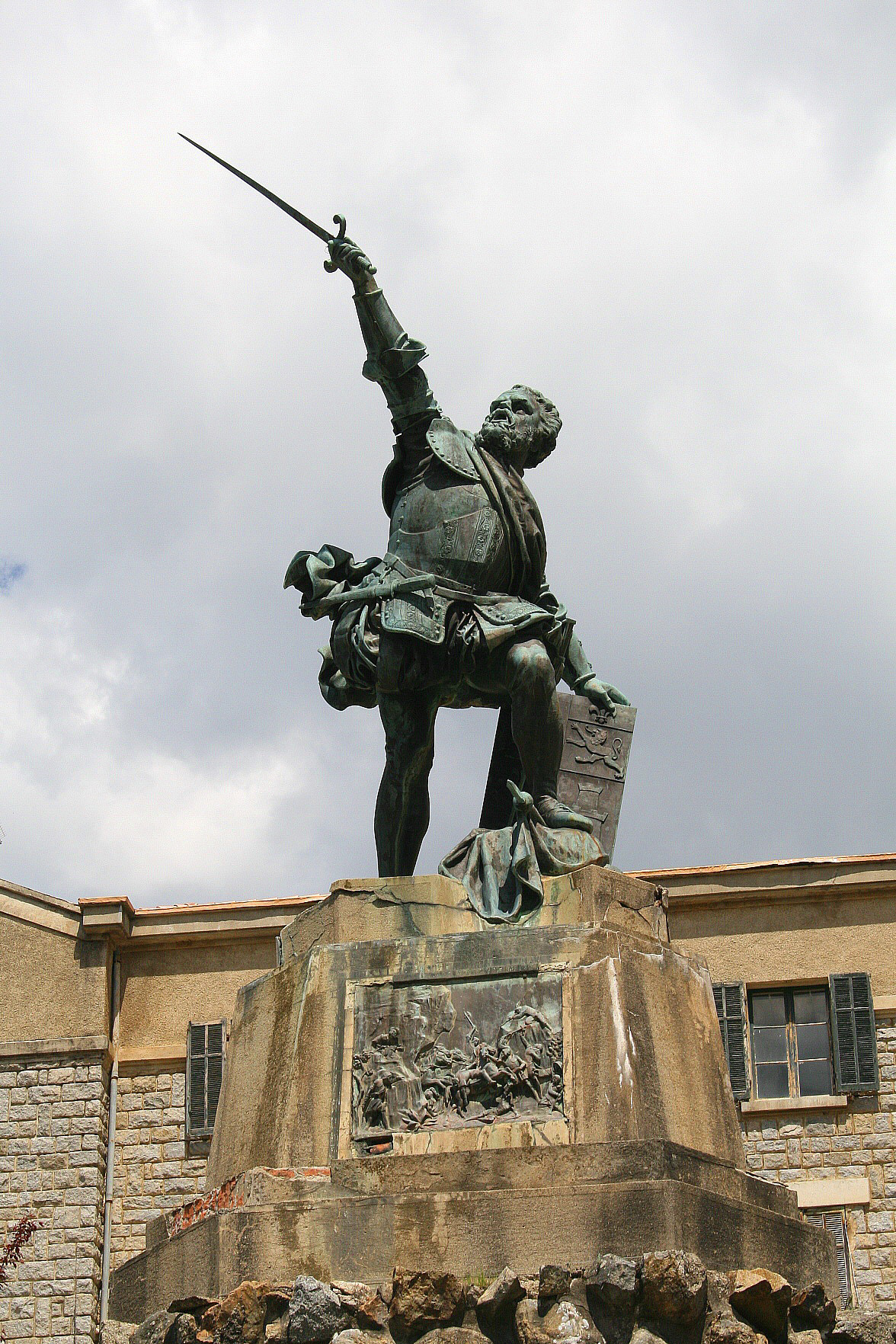
Bastelica (Corse-du-Sud), statue en bronze du chef militaire Sampiero Corso (1498-1567) élevée sur la place du hameau de Santo.